# 李大明 (射击运动员)
李大明（韩语： Lee Daemyeong，1988年9月14日—）生于首尔，是一名韩国射击运动员，主攻手枪项目，毕业于韩国体育大学。李大明在中学一年级时开始接触射击。他曾在小学时练习过羽毛球，他是在其体育教师的推荐下开始练习射击的。李大明所参加的首个国际主要赛事是2006年多哈亚运。2010年广州亚运，李大明获得三枚金牌，第二年，他成为大韩体育会大奖的获得者。